# Iglesia del Sagrado Corazón (Koror)
La Iglesia del Sagrado Corazón (en inglés: Church of the Sacred Heart) es una iglesia católica de origen español del siglo XIX con la advocación del Sagrado Corazón de Jesús situada en Koror en Palaos.

## Historia
La actual estructura se edificó sobre la iglesia del Sagrado Corazón de 1892, época de la Capitanía General de Filipinas. Una nueva estructura fue construida en la Pascua de 1935 y tardó 8 años en terminarse, a cuya inauguración asistieron feligreses locales y autoridades japonesas.
El templo sigue el rito romano o latino y depende de la diócesis de las Islas Carolinas (Dioecesis Carolinensium) con sede en Weno en los Estados Federados de Micronesia y que fue creada como misión sui juris en 1886, y que fue elevada a su actual estatus en 1979 mediante la bula Tametsi Ecclesiae del entonces papa Juan Pablo II.

## Descripción
Se encuentra ubicado en la calle principal (Main street) de la ciudad de la isla. Cerca se encuentra la Escuela Elemental Stella Maris y el museo Etpison.